# Моторошна пригода Аліси
«Моторошна пригода Аліси» (англ. Alice's Spooky Adventure) — американський анімаційний короткометражний  фільм із серії «Комедії Аліси», що вийшов 1 квітня 1924 року.

## Синопсис
Два привиди грають за столом у «Маджонг». Під час танцю Аліса підіймає Юлія у повітря та не втримує його, і кіт летить прямесенько на стіл до привидів і збиває все з нього. Відскочивши від поверхні стола, Юлій приземлюється і тікає. Один з привидів, яким кіт зіпсував гру, кличе інших, і вони починають гонитву за Юлієм. Аліса вболіває за кота. Один з привидів наздоганяє Юлія. Кіт починає панікувати. Привід намагається схопити кота, але Юлій підстрибує, і привід промахується й падає. Розлючений кіт зупиняється та повертається до переслідувачів. Відриває свій хвіст та б'є ним по голові, наче битою, привидів, що підбігали. Але тих виявляється забагато і Юлій знову рятується втечею.
Аліса замислюється про допомогу коту, і над її головою з'являється знак питання, який дівчинка перетворює на дубця. Юлій дражнить привидів і біжить у бік Аліси, що причаїлась біля великої каменюки. Коли до дівчинки підбігають привиди, то вона б'є їх по голові, і ті падають. Кіт кидає їх у купу, та смикає за ланцюжок лічильника. Останній привід живий. Його кілька раз б'є по голові Юлій. Привід затихає. Кіт повертається до купи привидів і здуває їх. Потім підбігає до Аліси та разом з нею радіє перемозі. Юлій стає на коліно, торкається серця і щось каже дівчинці. Аліса ніяковіє. Юлій теж ніяковіє. З нього з'являється серце, яке пробиває стріла. Юлій цілує руку Алісі.
Дівчинка приходить до тями в покинутому будинку. Знаходячись під враженнями від пережитого, вона раптом відчуває, що хтось лиже її руку. Аліса дивиться у той бік і бачить кішку, яку проганяє. Роздивляється навколо себе, і бачить м'яч під кріслом. Забирає його та біжить до виходу. У цей час поліціянт дивиться у вікно з розбитим склом. З дверей з'являється Аліса разом з м'ячем і біжить. Її помічає поліціянт і біжить за нею. Хлопці, що чекали на Алісу, бачать це і розбігаються. Дівчинку зачиняють у камері. Аліса у смугастій робі. Кінець.

## Головні персонажі
- Аліса
- Юлій

## Інформаційні дані
- Аніматори[2][3]:
  - Роллін Гамільтон[en]
  - Волт Дісней
- Живі актори[2]:
  - Вірджинія Девіс[en]
  - Леон Голмс
  - Спек О’Доннелл[en]
- Тип анімації: об'єднання реальної дії та стандартної анімації
- Виробничий код: AC-02[4][5]